# نيكولاس مادورو
نيكولاس مادورو موروس (بالإسبانية: Nicolás Maduro Moros) (وُلد في 23 نوفمبر 1962) هو سياسي فنزويلي وزعيم نقابي سابق يشغل منصب الرئيس الثالث والخمسين لفنزويلا منذ عام 2013. شغل سابقًا منصب نائب الرئيس الرابع والعشرين من 2012 إلى 2013، ووزير الخارجية من 2006 إلى 2012، ورئيس الجمعية الوطنية الثالث من 2005 إلى 2006. يُنظر إلى مادورو على نطاق واسع باعتباره ديكتاتورًا يقود حكومة سلطوية تتسم بتزوير الانتخابات، والانتهاكات الجسيمة لحقوق الإنسان، والفساد المستشري، والأزمات الاقتصادية الحادة.
بدأ مادورو حياته المهنية كسائق حافلة، ثم أصبح زعيمًا نقابيًا قبل أن يُنتخب لعضوية الجمعية الوطنية عام 2000. عُيّن في عدة مناصب خلال فترة حكم الرئيس هوغو تشافيز، من بينها رئيس الجمعية الوطنية (2005–2006)، ووزير الخارجية (2006–2012)، ونائب الرئيس (2012–2013). وبعد إعلان وفاة تشافيز في 5 مارس 2013، تولى مادورو الرئاسة. أُجريت انتخابات رئاسية خاصة عام 2013، وأُعلن فوزه بنسبة 50.62% من الأصوات كمرشح عن الحزب الاشتراكي الموحد لفنزويلا. ومنذ عام 2015، يحكم مادورو فنزويلا بقرارات رئاسية استنادًا إلى صلاحيات منحها له البرلمان الموالي للحكومة.
أدت أزمة النقص في السلع وتراجع مستوى المعيشة إلى موجة احتجاجات عام 2014 تطورت إلى مسيرات يومية في مختلف أنحاء البلاد، أعقبها قمع للمعارضة وتراجع في شعبية مادورو. وفي انتخابات 2015، فازت المعارضة بأغلبية مقاعد الجمعية الوطنية، وبدأت في 2016 إجراءات لعزله، لكنها أُلغيت من قبل حكومته. احتفظ مادورو بالسلطة من خلال المحكمة العليا، والمجلس الوطني للانتخابات والجيش. وفي 2017، جردت المحكمة العليا الجمعية الوطنية المنتخبة من صلاحياتها، ما تسبب في أزمة دستورية وموجة جديدة من الاحتجاجات. وردًا على ذلك، دعا مادورو إلى صياغة دستور جديد، وتم انتخاب الجمعية التأسيسية عام 2017 وسط اتهامات واسعة بحدوث مخالفات انتخابية.
في 20 مايو 2018، أُجريت انتخابات رئاسية، وأُديت اليمين في 10 يناير 2019 وسط إدانات دولية واسعة. وفي 23 يناير 2019، أعلن رئيس الجمعية الوطنية، خوان غوايدو، نفسه رئيسًا مؤقتًا، ما أدى إلى أزمة رئاسية استمرت قرابة أربع سنوات وقسمت المجتمع الدولي. في 2024، ترشح مادورو لولاية ثالثة في انتخابات أعلن المجلس الوطني للانتخابات الموالي له فوزه بها دون تقديم أدلة، ما تسبب في أزمة سياسية جديدة. وأظهرت بيانات فرز الأصوات التي جمعتها المعارضة أن مرشحها، إدموندو غونزاليس، حصل على أكبر عدد من الأصوات. وأُديت اليمين لمادورو لولايته الثالثة في 10 يناير 2025.
بين عامي 2013 و2023، تراجعت فنزويلا 42 مركزًا في مؤشر حرية الصحافة. ووفقًا لتقديرات الأمم المتحدة ومنظمة "هيومن رايتس ووتش"، شهدت البلاد في ظل حكم مادورو أكثر من 20 ألف حالة إعدام خارج نطاق القانون، واضطر سبعة ملايين فنزويلي إلى مغادرة البلاد. وخلصت بعثة تقصي الحقائق التابعة للأمم المتحدة إلى أن استقلال النظام القضائي الفنزويلي تعرض لتآكل كبير، كما رصدت انتهاكات متكررة للإجراءات القانونية، بما في ذلك التدخل السياسي الخارجي وقبول أدلة تم الحصول عليها تحت التعذيب. وتخضع معظم القنوات التلفزيونية الفنزويلية لسيطرة الدولة، ولا يتم تغطية الأخبار غير المواتية للحكومة بشكل كامل. وفي 2018، زعمت لجنة خبراء مستقلين مُكلفة من منظمة الدول الأمريكية ارتكاب جرائم ضد الإنسانية في فنزويلا خلال فترة حكم مادورو. وفي 2021، أعلن مكتب الادعاء في المحكمة الجنائية الدولية فتح تحقيق في الوضع في البلاد. وفي أغسطس 2025 خصصت الولايات المتحدة الأمريكية مكافأة و قدرها خمسين مليون دولار أمريكي لمن يقبض على الرئيس الفنزويلي متهمة إياها بأنه من أكبر مهربي المخدرات بالعالم.

## سيرته
ولد في كاراكاس وأتم دراسته الثانوية فيها. ليس لديه تعليم ما بعد الثانوية. متزوج من سيليا فلوريس، وهي أيضاً شخصية بارزة في حركة الجمهورية الخامسة.
بدأ مادورو مسيرته السياسية عندما كان يعمل سائق باص حين بدأ العمل النقابي غير الرسمي في مترو كاراكاس في سبعينيات وثمانينيات القرن العشرين، وكان العمل النقابي في المترو محظوراً حينذاك. يعد مادورو أحد مؤسسي حركة الجمهورية الخامسة، وقد ساهم بنشاطه السياسي في الإفراج عن هوغو تشافيز من السجن، ثم عمل منسقاً سياسياً إقليمياً خلال حملته الانتخابية في سنة 1998.
انتخب مادورو في مجلس النواب في سنة 1998، ثم عضواً في الجمعية الدستورية في سنة 1999، ثم عضواً في الجمعية الوطنية في السنتين 2000 و 2005 ممثلاً عن منطقة العاصمة، وانتخب رئيساً لها وبقي في المنصب في السنة 2005 والنصف الأول من سنة 2006، وبعدئذ خلفته زوجته سيليا فلوريس في هذا المنصب. وعُيّن وزيراً للخارجية في أغسطس 2006.
عينه الرئيس هوغو تشافيز في 10 أكتوبر 2012، أي بعد ثلاثة أيام من فوزه في الانتخابات الرئاسية، نائب رئيس خلفاً لإلياس خاوا، وباشر في منصبه في الثالث عشر من الشهر نفسه مع الاحتفاظ بمنصب وزير الخارجية.
وحين أعلن تشافيز في 8 ديسمبر 2012 في خطاب متلفز مباشر أن السرطان قد عاوده، قال أن مادورو هو المخول دستوريًا بتسيير أمور الرئاسة حتى الانتخابات الرئاسية القادمة في حال لم يستطع تشافيز نفسه القيام بمهامه، وطلب من الشعب انتخاب مادورو رئيساً للبلاد. وهذه أول مرة يسمي فيها تشافيز خلفاً له.
وفي 5 أغسطس 2018 جرت محاولة اغتياله عبر طائرة مسيرة عن بعد خلال عرض عسكري عندما كان مادورو يلقي خطابا أثناء احتفال عسكري بمناسبة الذكرى الواحدة والثمانين لتأسيس الجيش الفنزويلي «الحرس الوطني»، ولم يتبنَّ أحد الهجوم إلى يومنا هذا.

### الولاية الثانية
في فبراير 2018 دعا مادورو إلى إجراء انتخابات رئاسية قبل أربعة أشهر فقط من التاريخ مع إعادة انتخاب مادورو قرر حظر بعض الأحزاب المعارضة لاتهام قادتها بخيانة الوطن فتم اعتبار ذلك مخالفة مما دفع الكثيرين إلى الاعتقاد بأن الانتخابات كانت غير صالحة. وفي 10 يناير 2019 قضت الجمعيَّة الوطنيَّة الڤنزويليَّة التي يترأسها خوان غوايدو «المدعوم أمريكيا» ببُطلان نتائج الانتخابات الرئاسية التي أُجريت خلال شهر مايو 2018 وأفضت إلى فوز نيكولاس مادورو رئيسا، فأوكل خوان غوايدو المهام الرئاسيَّة إلى نفسه مما أدخل البلاد في أزمة رئاسية.

### الولاية الثالثة
في 29 يوليو 2024 فاز مادورو بولاية رئاسية ثالثة حيث حصل على 51% من أصوات الناخبين.
فقد أعلن المجلس الوطني الانتخابي في فنزويلا، فوز الرئيس المنتهية ولايته نيكولاس مادورو بولاية رئاسية ثالثة بحصوله على 51.20% من الأصوات بعد فرز 80% من صناديق الاقتراع. وأضافت اللجنة أن مرشح المعارضة إدموندو غونزاليس أوروتيا حصل على 44% من الأصوات، رغم أن المعارضة قالت في وقت سابق إن لديها ما يدعوها "للاحتفال" وطلبت من أنصارها مواصلة مراقبة عملية فرز الأصوات. وجاء فوز مادورو على الرغم من أن استطلاعات الرأي المتعددة التي أجريت بعد خروج الناخبين من مراكز الاقتراع أشارت إلى فوز مرشح المعارضة.

## حياته
ولد نيكولاس مادورو موروس في 23 نوفمبر 1962 في كاراكاس، فنزويلا، لعائلة من الطبقة العاملة.
توفي والده، نيكولاس مادورو غارسيا، الذي كان زعيمًا نقابيًا بارزًا، في حادث سيارة في 22 أبريل 1989. ولدت والدته، تيريزا دي خيسوس موروس، في كوكوتا، وهي بلدة حدودية كولومبية على الحدود مع فنزويلا. ولد في عائلة يسارية وهو مناصر متعصب للحركة العشبية الانتخابية. نشأ مادورو في كالي 14، وهو شارع في لوس جاردينز، إل فالي، وهو حي للطبقة العاملة في الضواحي الغربية لكراكاس. هو الذكر الوحيد من بين أربعة أشقاء، ولديه ثلاث شقيقات، ماريا تيريزا، وجوزيفينا، وأنيتا.
نشأ مادورو ككاثوليكي روماني. في عام 2012، أفيد أنه كان من أتباع المعلم الهندي ساتيا ساي بابا وزار سابقًا المعلم في الهند في عام 2005. من الناحية العرقية، أشار مادورو إلى أنه يُعرف بأنه ميستيزو (مختلط العرق)، مشيرًا إلى أنه يُدرج كجزء من مزيج مستيزاجي (الخليط العرقي) من السكان الأصليين للأمريكيتين والأفارقة. وذكر في مقابلة عام 2013 أن أجدادي كانوا يهود، من أصول سفاردية مغاربية، وتحولوا إلى الكاثوليكية في فنزويلا.
تزوج مادورو مرتين. كان زواجه الأول من أدريانا غويرا أنغولو، التي أنجب منها ابنه الوحيد، نيكولاس مادورو غويرا، المعروف أيضًا باسم نيكولاسيتو، الذي تقلّد العديد من المناصب الحكومية العليا (رئيس هيئة المفتشين الخاصين في الرئاسة، رئيس كلية السينما الوطنية، ومقعد في مجلس الأمة). تزوج لاحقًا من سيليا فلوريس، المحامية والسياسية التي حلت محل مادورو كرئيس للجمعية الوطنية في أغسطس 2006، عندما استقال ليصبح وزيرةً للخارجية، لتصبح أول امرأة تشغل منصب رئيس الجمعية الوطنية. كان الاثنان في علاقة رومانسية منذ التسعينيات عندما كانت فلوريس محامية هوغو شافيز بعد محاولات الانقلاب الفنزويلية عام 1992 وتزوجا في يوليو 2013 بعد أشهر من تولي مادورو الرئاسة. في حين أنه ليس لديهم أطفال معًا، فإن مادورو لديه ثلاثة أبناء لزوجته الأولى من من والتر رامون جافيديا؛ وهم والتر جاكوب ويوسويل ويوسير.
يُحب مادورو موسيقى جون لينون وحملاته من أجل السلام والحب. قال مادورو إن تلك الموسيقى مستوحاة من الموسيقى والثقافة المضادة في الستينيات والسبعينيات من القرن الماضي، مشيرًا أيضًا إلى روبرت بلانت وليد زيبلين.

## وصلات خارجية
- نيكولاس مادورو على موقع IMDb (الإنجليزية)
- نيكولاس مادورو على موقع الموسوعة البريطانية (الإنجليزية)
- نيكولاس مادورو على موقع مونزينجر (الألمانية)
- نيكولاس مادورو على موقع قاعدة بيانات الفيلم (الإنجليزية)
- نيكولاس مادورو على موقع كينوبويسك (الروسية)
- مادورو حارس ثورة بوليفار مقالة جريدة الشرق الأوسط 25\10\2014